# 마르코 바샤
마르코 바샤(세르비아어: Марко Баша, 1982년 12월 29일 ~ )는 몬테네그로의 은퇴한 축구 선수로, 포지션은 센터백이었다.
2004년 올림픽에 세르비아 몬테네그로 축구 국가대표팀으로 출전했다.
2014년 몬테네그로 올해의 축구 선수로 선정되었다.